# SU-152 (自走砲)
SU-152（ロシア語: СУ-152 スー・ストー・ピヂスャード・ドヴァー）は、KV-1Sのシャーシに固定戦闘室を設け、152mm ML-20S榴弾砲を装備した自走砲である。1943年3月より量産が開始され、ドイツのティーガー・パンターといった新型重戦車をクルスク戦において撃破したことにより「野獣ハンター」を意味する「ズヴェロボーイ」（«Зверобой» ズヴィラボーイ）と呼ばれるようになった（ただし、「ズヴェロボーイ」には「弟切草」という意味もあり、その後のソ連自走砲が草花の愛称で呼ばれたことを考慮すれば、SU-152の愛称もこちらの意味であった可能性もある）。その後、後継車両の出揃う1950年代までソ連軍で運用された。

## 概要

### 開発経緯

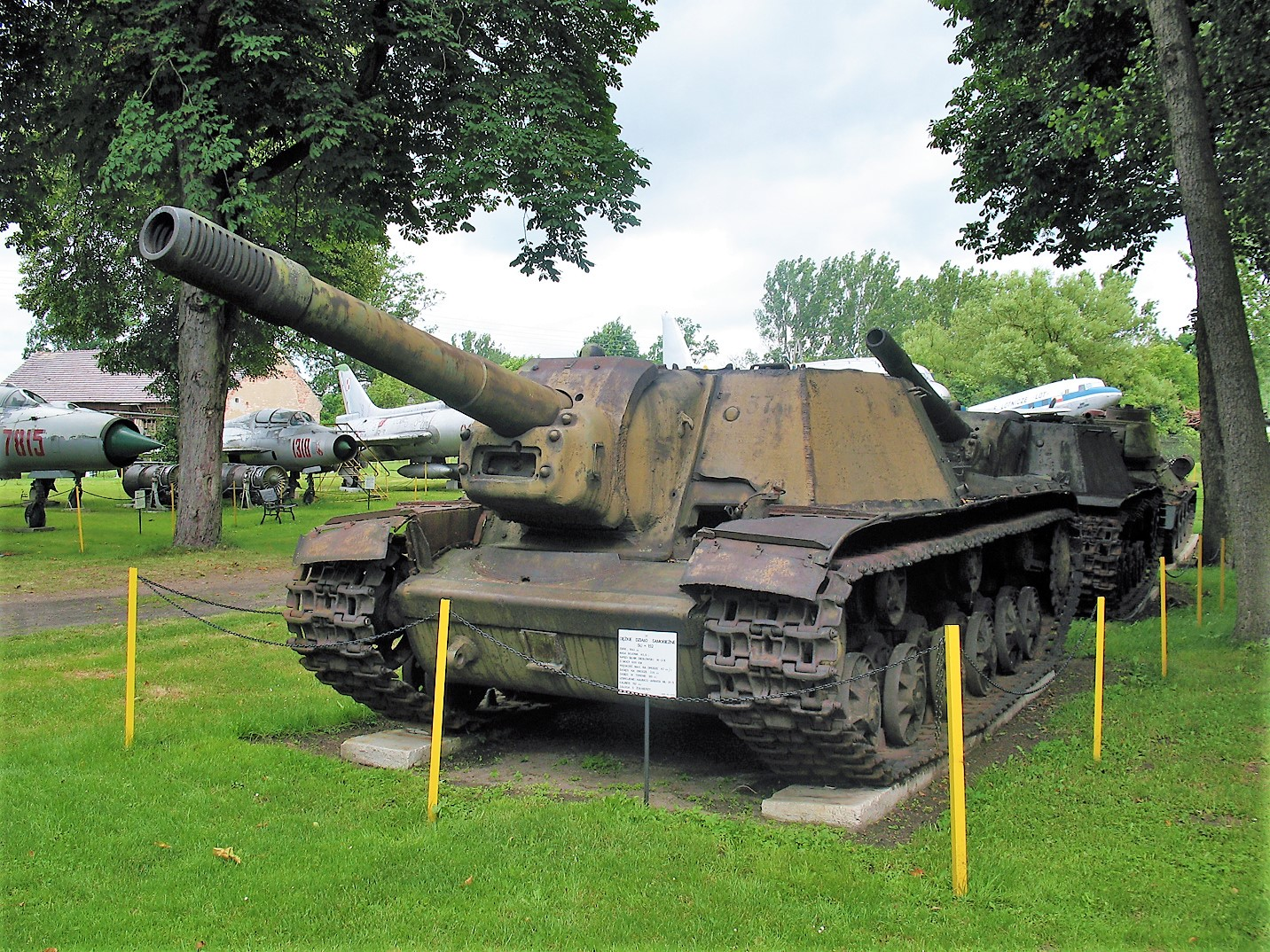

ソ連では、1930年代から既に歩兵支援用の自走砲として、T-26軽戦車の回転砲塔を外した車体に、元々の搭載砲である45mm砲より大口径の各種砲（76.2mm砲・122mm砲・152mm砲）を搭載したものを試作・生産していたとされるが、詳細はよくわかっていない。
1939年冬から1940年春のフィンランドとの冬戦争において、固定戦闘室を持った重自走砲の先駆者として、T-100重戦車に130mm砲を装備したSU-100Yが対陣地戦用として作られたが、投入される前に停戦が成立した。1941年の独ソ戦でモスクワ前面で投入されたともいわれるが、実戦記録はない。
一方、KV-1の車体に回転砲塔を搭載し、152mm榴弾砲を備えたKV-2は、ソ連軍がフィンランド軍の防衛陣地マンネルハイム線を突破するにあたって、重防御と高火力を活かして大きく貢献した。このため新型砲塔が開発され、量産された。

### 大祖国戦争開始からの状況
1941年の独ソ戦開始まで、砲兵部隊との兵器の所属を巡る軋轢により、しばらく固定戦闘室式自走砲の開発は頓挫していたが、当時ソ連の仮想敵であったドイツ軍では、固定戦闘室式のIII号突撃砲が、歩兵を支援する対陣地戦から対戦車戦まで活躍していた。一方、回転砲塔式のKV-2は火力支援だけでなく対戦車戦に投入され、初期こそ善戦したが、重装甲の回転砲塔は平坦な所でないと旋回できず、機動戦の障害となり損害を増やすことも多かった。
更にソ連は、ドイツ軍との緒戦において大損害を負い、工業地帯も東部に移転するという状況に置かれた。ソ連は、1両でも多く前線に強力な火砲を搭載した戦闘車両を送る必要があり、その点、固定戦闘室式が、生産性でもより強力な火砲を搭載する上でも有利であった。そこで、レニングラード（現サンクトペテルブルク）からチェリャビンスクに疎開したキーロフスキー工場において、固定戦闘室に45mm砲や76.2mm砲の複数砲を装備したKV-6とKV-7が開発されたが、採用には至らなかった（KV-6については火炎放射型とする資料もある）。試作車両の設計には明確な目的・運用の思想を欠き、車両を見たスターリンは、多砲塔戦車の時と同じく｢複数砲でなく、単独だが強力な砲が必要だ｣と判断を下している。
1942年終盤から1943年初頭、ドイツ新型重戦車ティーガー出現の脅威と、スターリングラード攻防戦における重火力支援が不十分だった事（英語サイトにこの新説が唱えられている）に対する解決が図られた。この新型車両の開発はコーチン主任技師以下が担当し、KV-1S重戦車をベースにした自走砲として、203mm榴弾砲を搭載したKV-12と152mm榴弾砲を搭載したKV-14の開発が開始された。しかし、これは実用上の問題があり、KV-14に絞って開発が行われた（KV-12については通常のKV-1を改造した化学戦用車両とする資料もある）。
ソ連の公式戦史「第2次世界大戦史」に拠れば「わずか25日で設計が完成した」とされているが、それだけ短期間で設計が完了したのは、その時点で既に設計がほぼ完了していた前述のKV-14を原型としたためである。

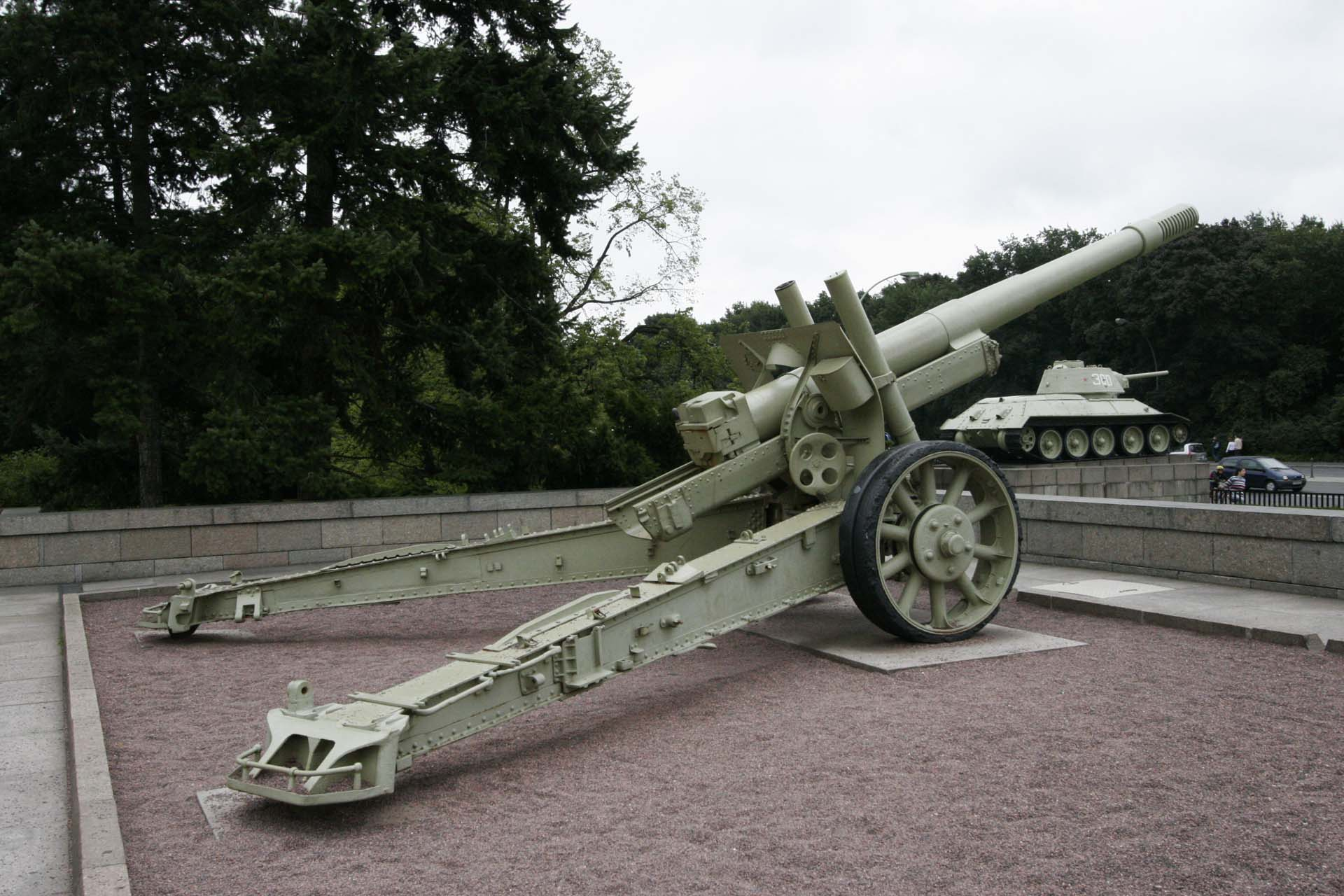
152mm ML-20S榴弾砲

本車が搭載した152mm ML-20S榴弾砲は、弾頭重量48.78kgの徹甲榴弾（BR-540）を初速655m/sで発射し、距離1,000mで120mm、2,000mでも110mmの直立鋼板を貫徹することが可能で、車体前面装甲が100mmのティーガー重戦車の装甲を、貫徹というより弾量効果により確実に破砕する事ができた。また、ケーニヒスティーガーの装甲であってもこの巨砲の砲弾質量には抗しがたかったらしく、「貫通されなかったが、叩き割られた」という事例まであるという。しかし、発射速度は分離薬莢式ということもあり、1-1.5発/分で、搭載弾薬も20発分しかなかったことは欠点であった。
本車の前面装甲は75mmとやや不十分であり、ISU-152では90mmに強化された。
照準器は、間接照準のオプティカル照準器と同軸式直接照準のテレスコープ照準器（ST-10）が装備された。通信用に10-RK-26送受信機、車内コミュニケーション用にTPU-3通信装置が備えられた。
本車は1943年2月14日に正式採用され、3月から量産に入り、5月に最初の部隊編成がなされた。これらの車両は軍または方面軍直轄の独立重自走砲連隊（OTSAP）に配属された。生産が整わないためにSU-152は4個中隊×3、12両プラスKV-1S指揮官用車両×1で構成された。

### クルスク戦以降
7月のクルスク戦では本車を装備する10個連隊が配置され、特にサンコフスキー（Санковский）少佐の第1540連隊は、12両のティーガー重戦車と7両のフェルディナント自走砲を破壊した（内10両はサンコフスキー少佐搭乗のSU-152によるものとされ、ソ連邦英雄の称号を得た）と言われるが、最近では「ティーガー」は追加装甲（シュルツェン）を巡らせた長砲身IV号戦車を誤認、「フェルディナント」はドイツ軍突撃砲・自走砲を総称する代名詞ではないかという説が有力である。事実、クルスクに放棄された本物のフェルディナントは、その全てがソ連軍により調査されたが、SU-152に撃破された物は記録されていない。その一方、少なくともパンター1両がSU-152により撃破された事実はドイツ側の報告で確認できる。
本車の性能はドイツ新型重戦車群と火力面でまともに対決できるものであり、対戦車戦への投入、また、市街戦では重火力を活かした支援を中心として活躍したことは間違いなく、8-12月に連隊の定数も21両に増加、指揮官用車両輌もSU-152で統一された。
1944年4月のクリミヤ作戦や7-8月のフィンランド・カレリア地区への突破作戦でも活躍した。
本車は1943年一杯まで生産され、総数は670ないし704両といわれる。KV重戦車の生産終了と共に本車の生産も終了したが、そのコンセプトと有用性は高く評価されており、それ以降は、KV重戦車にかわり量産体制に入ったIS重戦車の車体をベースにした改良型であるISU-152に生産が切り替えられた。
その後、生き残った車両は1950年代（54年?）までソ連軍で運用された。

## ギャラリー

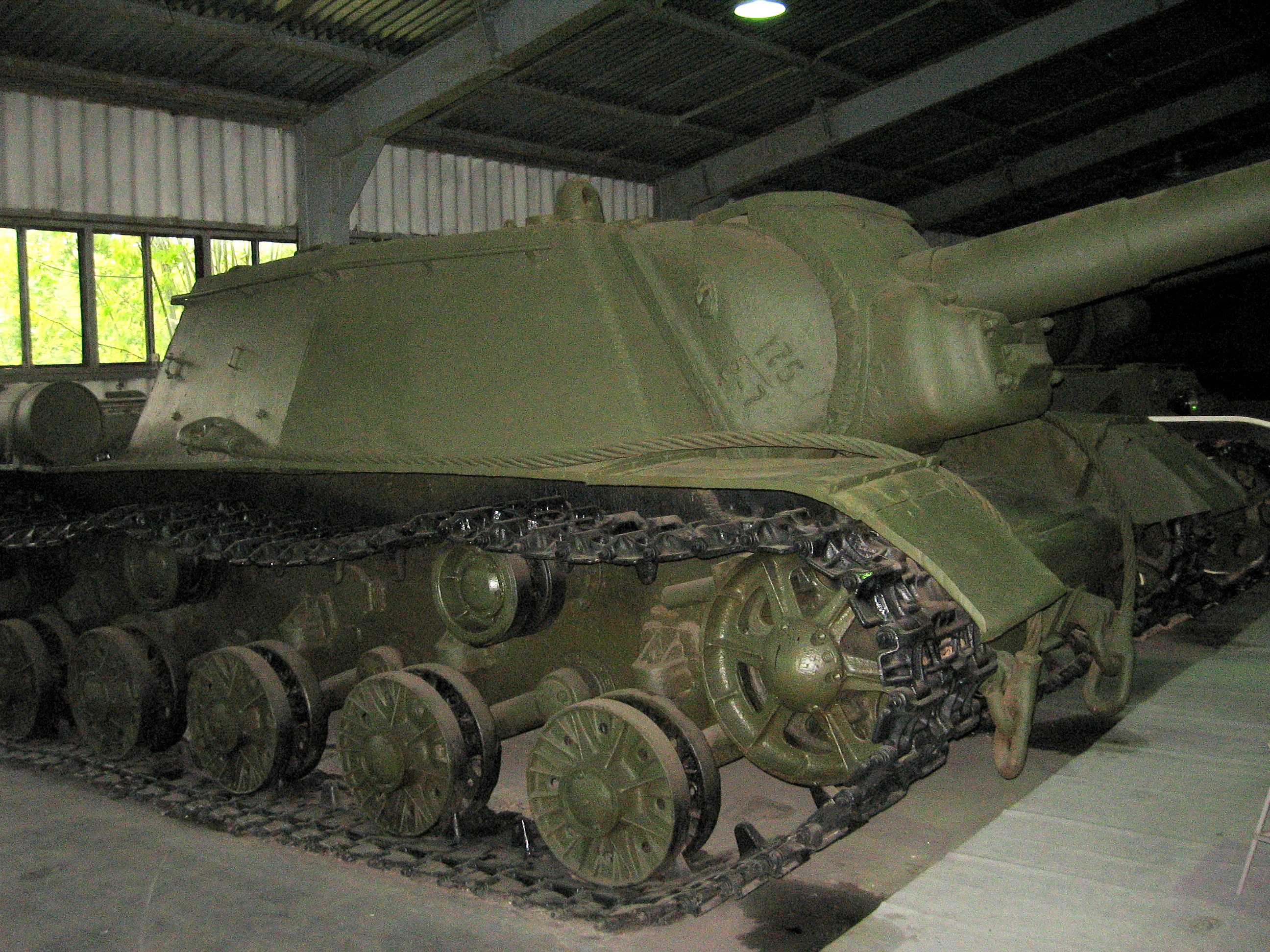
クビンカ戦車博物館のSU-152
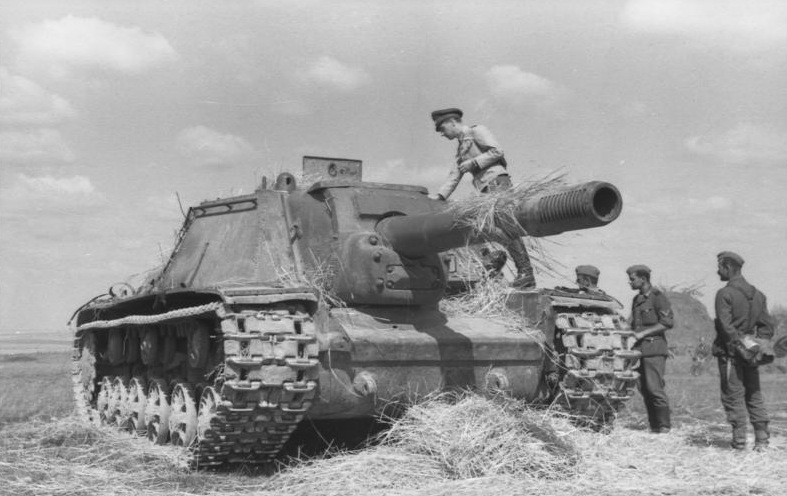
1943年8-9月撮影の、ドイツ兵による検分を受けるSU-152
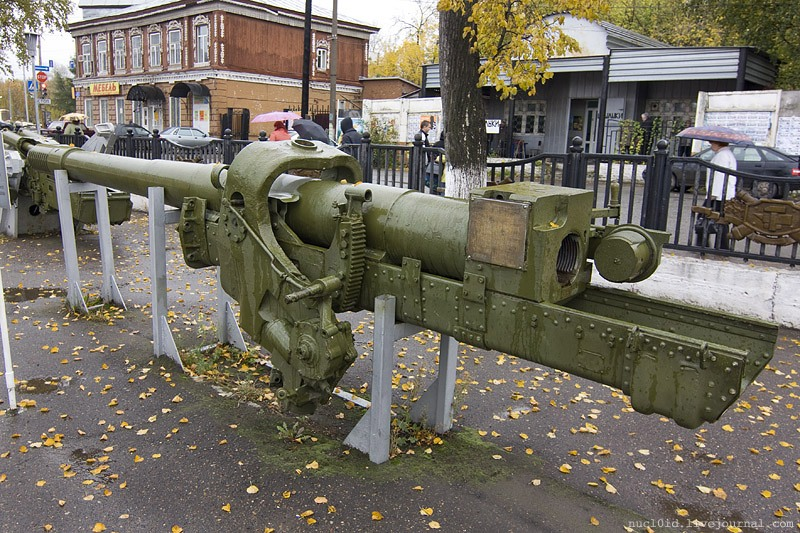
ロシア、ペルミ博物館のML-20 152mm榴弾砲

## 登場作品

### ゲーム
『War Thunder』
ソビエト連邦の駆逐戦車として登場。
『World of Tanks』
ソ連TierVII駆逐戦車 SU-152として開発可能。
『World of Tanks Blitz』
ソ連TierVII駆逐戦車 SU-152として開発可能。

### 小説
『WORLD WAR Z』
ロシア軍の予備兵器として登場。二次大戦時の旧式兵器にも拘らず、ゾンビ戦争での反撃作戦に持ち出される。
『同志少女よ、敵を撃て』
ソ連軍がケーニヒスベルクの戦いに投入した車両が登場。主人公の眼前で、敵戦車（主人公曰く、パンター二型だかティーガーII）に撃破される。

### 漫画
『ガールズ&パンツァー プラウダ戦記』
プラウダ高校が保有し戦車道第62回大会ニ回戦の聖グロリアーナ戦で4両使用している。